# Stockholms internationella fredsforskningsinstitut
Stockholms internationella fredsforskningsinstitut (SIPRI) eller Stockholm International Peace Research Institute (SIPRI) är ett internationellt forskningsinstitut baserat i Stockholm som tillhandahåller data, analys och rekommendationer om väpnade konflikter, militärutgifter och vapenhandel samt nedrustning och rustningskontroll. Forskningen baseras på öppna källor och riktar sig till beslutsfattare, forskare, media och den intresserade allmänheten.
SIPRI bedriver vetenskaplig forskning i frågor om konflikt och samarbete av vikt för internationell fred och säkerhet, med mål att bidra till en förståelse för villkoren för en fredlig lösning av internationella konflikter och för stabil fred.
SIPRI rankas ofta bland de högst respekterade tankesmedjorna i världen. I University of Pennsylvania Lauder Institute's Global Go To Think Tank Report 2014 rankades institutet topp tre av icke-USA-baserade tankesmedjor i världen. År 2020 rankades SIPRI på plats 34.

## Historik

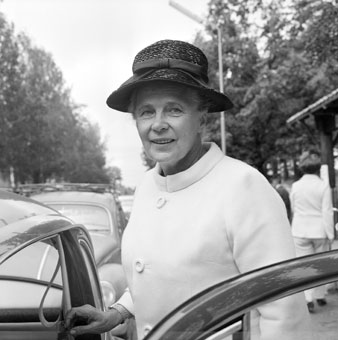
Alva Myrdal, 1968

I augusti år 1964 lade dåvarande statsministern Tage Erlander fram förslaget om att etablera ett fredsforskningsinstitut i samband med att man uppmärksammade 150 år av obruten fred i Sverige. Detta skedde i ett tal på den norsk-svenska gränsen i Eda, Värmland. En av Alva Myrdal ledd kommission tillsattes därefter, vilken 1966 lade fram ett förslag att inrätta ett fredsforskningsinstitut i Stockholm. Institutets forskning skulle söka att bidra till "förståelsen av betingelserna för fredliga lösningar av mellanstatliga konflikter och för en stabil fred" och kommissionen rekommenderade att forskningen skulle vara inriktad på praktiskt-politiska frågor men "bör enligt utredningen givetvis äga rum i ständig växelverkan med en mer teoretiskt inriktad konfliktforskning". Sveriges riksdag beslutade att institutet skulle inrättas den 1 juli 1966 med en juridisk status av stiftelse. 
Den brittiske professorn Robert Nield blev SIPRI:s första direktör. Som ekonom valde han att inrikta forskningen mot kvantifierbara data. Institutets andre ordförande Gunnar Myrdal myntade det klassiska uttrycket att “facts kick” – fakta sparkar. Det var på detta sätt som datainsamling om länders innehav av kärnvapen, dess militärutgifter och vapenhandel blev några av SIPRI:s profilprodukter. Redan 1968–1969 kom den första av SIPRI:s numera klassiska röda årsböcker – the SIPRI Yearbook. Den anses alltjämt som ett av de viktigaste och mest oberoende internationella referensverken för att förstå internationell politik, fred och säkerhet.
SIPRI har byggt sitt anseende på kompetens, professionella färdigheter och ansamlingen av data och precisa fakta, vilket har skapat lättillgänglig och opartisk information om vapenutveckling, vapenproduktion, icke-spridning, försvarsbudget, samt om militär nedrustning. Tankesmedjans syfte är att utföra "vetenskaplig forskning angående frågor om konflikt och samarbete av vikt för internationell fred och säkerhet med mål att bidra till en förståelse för villkoren för en fredlig lösning av internationella konflikter och för stabil fred".

## Organisation
SIPRI:s organisation utgörs av styrelse, direktör, biträdande direktör, forskarkollegium och administrativ personal. Styrelsen fattar besluten angående institutets forskningsagenda, aktiviteter, organisation och finansiell förvaltning. I övriga frågor beslutar direktören. Forskarkollegiet fungerar som direktörens rådgivare i forskningsfrågor.

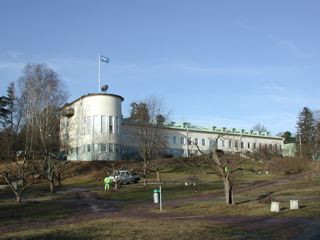
SIPRI:s lokaler i Frösunda, Solna

Institutet har omkring 100 anställda, varav många är av internationella. År 2020 fanns 31 nationaliteter representerade. Forskarna rekryteras för en tidsbestämd period och representerar olika akademiska discipliner. Institutet är en unik plattform för samarbete mellan forskare från olika länder och tar även emot gästforskare och praktikanter.
Institutet har ett världsomspännande kontaktnät, såväl med andra institut som med individuella forskare. SIPRI har ett nära samarbete med flera mellanstatliga organisationer, till exempel Förenta nationerna och Europeiska unionen. Institutet har nära kontakt med den diplomatiska kåren i Stockholm och med svenska forskningsinstitutioner.

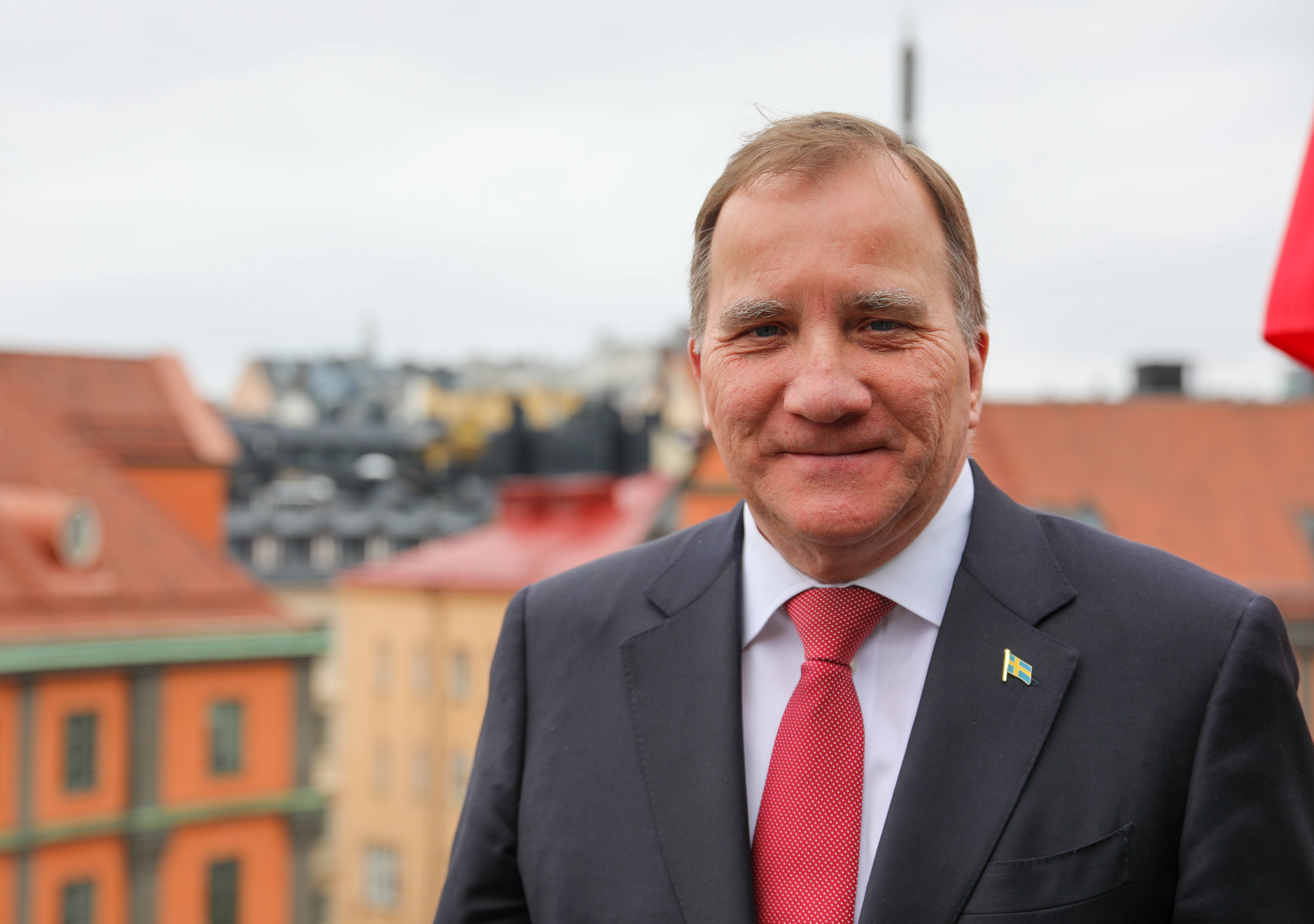
SIPRI:s ordförande Stefan Löfven

Ordförande är 2025 Stefan Löfven|| Tidigare statsminister i Sverige
Tidigare ordförande för styrelsen:
- Alva Myrdal (1966–1967)
- Gunnar Myrdal (1967–1973)
- Rolf Edberg (1974–1978)
- Hans Blix (1978)
- Karin Söder (1978–1979)
- Rolf Björnerstedt (1979–1985)
- Ernst Michanek (1985–1987)
- Inga Thorsson (1987–1991)
- Daniel Tarschys (1992–2000)
- Rolf Ekéus (2000–2010)
- Göran Lennmarker (2010–2014)
- Sven-Olof Petersson (2014-2017)
- Jan Eliasson (2017-2022)

### Direktör
Ordföranden som utses av den svenska regeringen har huvudsakligt ansvar för SIPRI:s arbetsprogram. Dr Bates Gill tjänstgjorde som SIPRI:s direktör mellan 2007 och 2012. I september 2012 utsåg Sveriges regering den tyska ekonomen Tilman Brück att bli han efterföljare. Brück höll positionen som direktör för SIPRI från januari 2013 till juni 2014. I juni 2014 utsåg SIPRI:s styrelse Ian Anthony som tillfällig direktör. Den nuvarande direktören Dan Smith tillsattes i september 2015.
Tidigare SIPRI-direktörer:
- Robert Neild (Storbritannien, 1967–1971)
- Frank Barnaby (Storbritannien, 1971–1981)
- Frank Blackaby (Storbritannien, 1981–1986)
- Walther Stützle (Tyskland, 1986–1991)
- Adam Daniel Rotfeld (Polen, 1991–2002)
- Alyson Bailes (Storbritannien, 2002–2007)
- Bates Gill (USA, 2007–2012)
- Tilman Brück (Tyskland, 2013–2014)
- Ian Anthony (Storbritannien, interim 2014–2015)

## Forskning
Forskningen på SIPRI bedrivs av över 46 forskare och forskningsassistenter från olika länder. Institutets nuvarande forskningsprogram fokuserar på följande teman:
- Vapen och nedrustning[10]
- Konflikt, fred och säkerhet[11]
- Fred och utveckling[12]

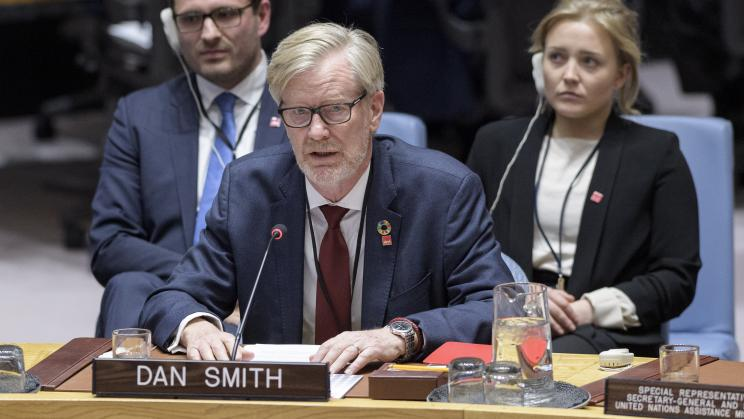
Direktör Dan Smith informerar FN:s Säkerhetsrådet om klimatrelaterade säkerhetsrisker i Somalia.

För närvarande är institutets forskning inriktad på följande områden:
- Vapenhandel och militärbudget[13]
- Kemiska och biologiska vapen[14]
- Dual-use och rustningsbegränsning[15]
- Emerging Technology inom försvar och säkerhet[16]
- Nukleär nedrustning, kontroll av vapenexport och icke-spridning[17]
- Säkerhetsfrågor i Afrika[18]
- Säkerhetsfrågor i Asien[19]
- Säkerhetsfrågor i Europa[20]
- Säkerhetsfrågor i Mellanöstern och Nordafrika (MENA)[21]
- Fredsoperationer och konflikthantering[22]
- Klimatförändringar och säkerhet[23]
- Environment of Peace[24]
- Mat, fred och säkerhet[25]
- Governance och samhälle[26]
- Hållbar fred[27]

## Publikationer och informationsmaterial
SIPRI:s publikationer och informationsmaterial distribueras till ett stort antal beslutsfattare, forskare, journalister, organisationer och till personer allmänt intresserade av ämnesområdet. Forskningsresultaten delas genom böcker och rapporter, skrivna både av SIPRI:s egna forskare och av externa författare samt genom symposier och seminarier. Institutet har skapat sin profil genom att inrikta forskningen på dagsaktuella händelser och genom att tillhandahålla objektiva fakta till stater och enskilda personer. 

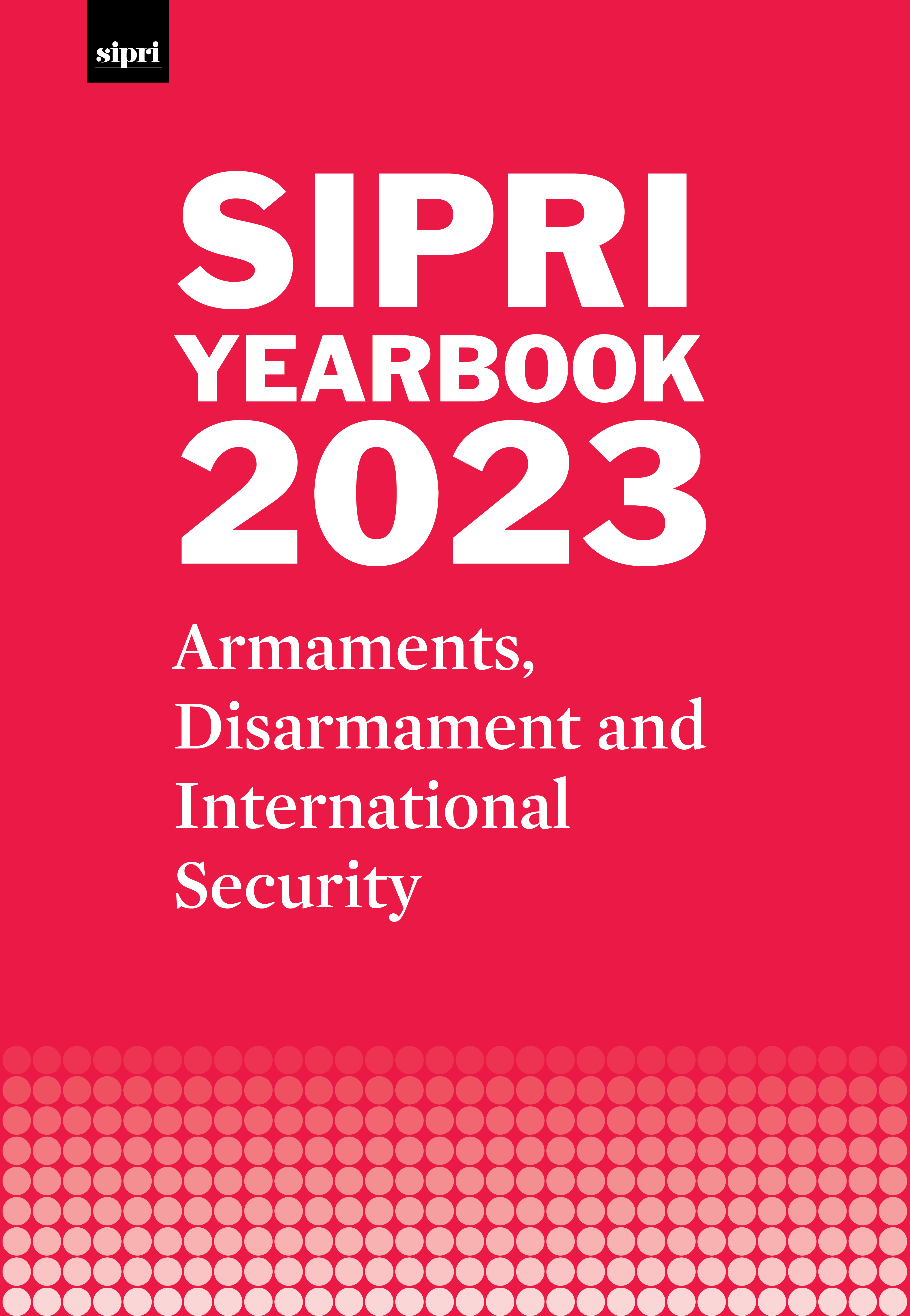
SIPRI Yearbook 2023.

Institutets största publikation är SIPRI Yearbook, en årsbok som gavs ut för första gången i november 1969. Årsboken fungerar som en oberoende, auktoritativ och självständig källa som politiker, diplomater och journalister kan vända sig till för en redogörelse av vad som skett det senaste året vad gäller vapen och rustningsbegränsning, konflikt och konfliktlösning, säkerhetsarrangemang och nedrustning. Den översätts till ett antal språk, bland annat ryska, ukrainska, kinesiska och arabiska, och sammanfattas på ännu fler språk.
SIPRI:s aktuella publikationsserier:
- Yearbook: Armaments, Disarmaments and International Security[28]
- Research Reports
- Policy Papers
- Working Paper
- Policy Briefs
- Background Papers
- Fact Sheets
- Insights on Peace and Security
- EU Non-Proliferation and Disarmament Papers

## Databaser
SIPRI:s forskningsprojekt upprätthåller stora databaser över militära utgifter, vapenindustrin, vapenhandel, kemisk och biologisk krigföring, nationell och internationell exportkontroll, nedrustningsavtal, årliga kronologier över utvecklingen inom nedrustning och säkerhetspolitik, militärövningar samt provsprängningar av kärnvapen.

### SIPRI Arms Transfers Database[29]
Den här samlingen data visar alla överföringar av större vapen sedan 1950 och är den mest omfattande informationskällan på ämnet som står att tillgå allmänheten. Databasen uppdateras varje vår och är användbar för de som övervakar och analyserar det internationella flödet av större konventionella vapen.

### SIPRI Mapping ATT-relevant Cooperation and Assistance Activities Database[30]
Den här databasen upprättades 2012 och omfattar samarbeten och assistansaktiviteter gällande vapenöverföringar av både större och mindre vapenutrustning samt lättare vapen. Databasen stöttat staters implementation av två fördrag - 2001 års UN Programme of Action on SALW samt Arms Trade Treaty från 2013. 

### SIPRI Arms Industry Database[31]
Arms Industry Database rapporterar om de 100 största företagen inom produktion av vapen eller militärservice. 

### SIPRI Multilateral Peace Operations Database[32]
Databasen inventerar personal, statliga bidrag, dödlighet samt budget för alla multilaterala fredsbevarande operationer sedan 2000.

### SIPRI Military Expenditure Database[33]
Sedan 1959 har Military Expenditure Database rapporterat om de årliga militära utgifterna för majoriteten av världens stater.

### Övriga resurser
- Vapenembargon[34]
- Nationella rapporter om vapenexport[35]
- Finansiellt värde av global vapenhandel[36]

SIPRI publicerar också kortare publikationer och informationsmaterial i andra former. Filmer och videoserier så som Peace Points och SIPRI Searchlight tillgängliggör institutets forskning.

## Event och konferenser

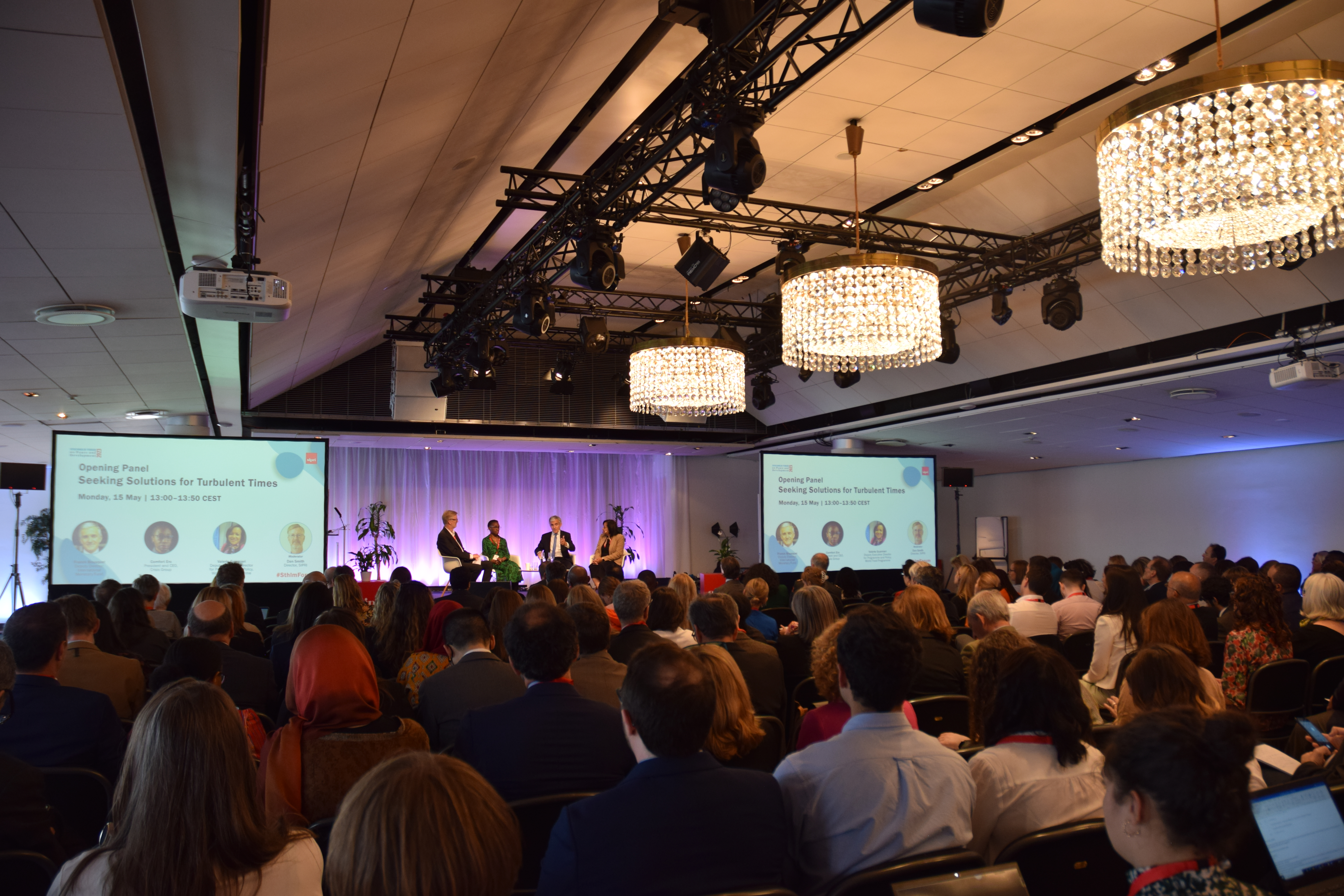
2023 Stockholm Forum on Peace and Development.

För att möjliggöra ett utbyte av idéer och forskningsresultat inom SIPRI:s forskningsområden organiserar institutionen varje år ett antal workshops, konferenser, seminarier och föreläsningar. Bland dessa evenemang är de största Stockholm Forum on Peace and Development, Stockholm Security Conference samt SIPRI Lecture. År 2022 arrangerades för första gången Stockholm Forum on Peace and Development i ett hybridformat och samlade då en global publik för diskussioner under temat "From a Human Security Crisis Towards an Environment of Peace". 

## Bibliotek och dokumentation
Institutets bibliotek etablerades år 1968 för att tillgodose forskarnas behov av material. Huvudämnet är fred och säkerhet. Samlingarna består av cirka 35 000 volymer och hundratals journaler både i tryck och online. Bibliotekets elektroniska databaser innehåller bibliografiska referenser till böcker, rapportserier, offentligt tryck och tidskriftsartiklar inom SIPRI:s ämnesområden. I syfte att sprida SIPRI:s publikationer har bytesavtal upprättats med institut och organisationer världen över och biblioteket har även ett system med depåbibliotek. Biblioteket är öppet för besök efter överenskommelse och dess innehåll går att utforska via SIPRI:s Bibliotekskatalog.

## Finansiering
Institutes finansiella stöd kommer huvudsakligen från regeringar, självständiga filantropiska organisationer och stiftelser världen runt. SIPRI får också ett årligt grundbidrag från svenska regeringen, beviljat av riksdagen. 

## Källhänvisningar
1. ↑  ”2020 Global Go To Think Tank Index Report”. https://repository.upenn.edu/cgi/viewcontent.cgi?article=1019&context=think_tanks. Läst 11 januari 2022.
2. 1 2  ”Kungl. Maj.ts proposition nr 76 år 1966 Proposition 1966:76 - Riksdagen”. www.riksdagen.se. https://www.riksdagen.se/sv/dokument-lagar/dokument/proposition/kungl-majts-proposition-nr-76-ar-1966_ER3076/html. Läst 8 oktober 2019.
3. ↑  ”History | SIPRI”. www.sipri.org. https://www.sipri.org/about/history. Läst 8 oktober 2019.
4. ↑  ”SIPRI Annual Review 2020”. https://sipri.org/sites/default/files/SIPRI%20Annual%20Review%202020_Final.pdf. Läst 11 januari 2022.
5. ↑  ”20 Sept 2012: SIPRI welcomes new Director — www.sipri.org”. web.archive.org. 25 november 2012. Arkiverad från originalet den 25 november 2012. https://web.archive.org/web/20121125003301/http://www.sipri.org/media/pressreleases/sept-2012-new-director. Läst 9 oktober 2019.
6. ↑  ”Press statement by the SIPRI Governing Board: Changes in leadership at SIPRI | SIPRI”. www.sipri.org. https://www.sipri.org/media/sipri-statement/2014/press-statement-sipri-governing-board-changes-leadership-sipri. Läst 9 oktober 2019.
7. ↑  ”SIPRI announces Director for interim period | SIPRI”. www.sipri.org. https://www.sipri.org/news/2014/sipri-announces-director-interim-period. Läst 9 oktober 2019.
8. ↑  Williams, Jessica Nilsson (30 mars 2015). ”Dan Smith appointed Director of SIPRI” (på amerikansk engelska). Mundus International. Arkiverad från originalet den 20 april 2019. https://web.archive.org/web/20190420110719/https://mundus-international.com/dan-smith-appointed-director-of-sipri/. Läst 9 oktober 2019.
9. ↑  ”Research | SIPRI”. www.sipri.org. https://www.sipri.org/research. Läst 10 oktober 2019.
10. ↑  ”Armament and disarmament | SIPRI”. www.sipri.org. https://www.sipri.org/research/armament-and-disarmament. Läst 27 augusti 2020.
11. ↑  ”Conflict, peace and security | SIPRI”. www.sipri.org. https://www.sipri.org/research/conflict-peace-and-security. Läst 27 augusti 2020.
12. ↑  ”Peace and development | SIPRI”. www.sipri.org. https://www.sipri.org/research/peace-and-development. Läst 27 augusti 2020.
13. ↑  ”Arms and military expenditure | SIPRI”. www.sipri.org. https://www.sipri.org/research/armament-and-disarmament/arms-and-military-expenditure. Läst 27 augusti 2020.
14. ↑  ”Chemical and biological weapons”. https://www.sipri.org/research/armament-and-disarmament/chemical-and-biological-weapons. Läst 11 januari 2022.
15. ↑  ”Dual–use and arms trade control | SIPRI”. www.sipri.org. https://www.sipri.org/research/armament-and-disarmament/dual-use-and-arms-trade-control. Läst 27 augusti 2020.
16. ↑  ”Emerging military and security technologies | SIPRI”. www.sipri.org. https://www.sipri.org/research/armament-and-disarmament/emerging-military-and-security-technologies. Läst 27 augusti 2020.
17. ↑  ”Stockholm International Peace Research Institute – The EU Non-Proliferation Consortium” (på amerikansk engelska). https://www.nonproliferation.eu/thinktanks/sipri/. Läst 10 oktober 2019.
18. ↑  ”Africa | SIPRI”. www.sipri.org. https://www.sipri.org/research/conflict-peace-and-security/africa. Läst 27 augusti 2020.
19. ↑  ”Asia | SIPRI”. www.sipri.org. https://www.sipri.org/research/conflict-peace-and-security/asia. Läst 27 augusti 2020.
20. ↑  ”Europe | SIPRI”. www.sipri.org. https://www.sipri.org/research/conflict-peace-and-security/europe. Läst 27 augusti 2020.
21. ↑  ”Middle East and North Africa | SIPRI”. www.sipri.org. https://www.sipri.org/research/conflict-peace-and-security/middle-east-and-north-africa. Läst 27 augusti 2020.
22. ↑  ”Peace operations and conflict management”. https://www.sipri.org/research/conflict-peace-and-security/peace-operations-and-conflict-management. Läst 11 januari 2022.
23. ↑  ”Climate change and risk | SIPRI”. www.sipri.org. https://www.sipri.org/research/peace-and-development/climate-change-and-risk. Läst 27 augusti 2020.
24. ↑  ”Environment of Peace 2022 | SIPRI”. www.sipri.org. https://www.sipri.org/research/peace-and-development/environment-peace-2022. Läst 27 augusti 2020.
25. ↑  ”Food, peace and security”. https://www.sipri.org/research/peace-and-development/sustainable-peace/food-peace-and-security. Läst 11 januari 2022.
26. ↑  ”Governance and society | SIPRI”. www.sipri.org. https://www.sipri.org/research/peace-and-development/governance-and-society. Läst 27 augusti 2020.
27. ↑  ”Sustainable peace | SIPRI”. www.sipri.org. https://www.sipri.org/research/peace-and-development/sustainable-peace. Läst 27 augusti 2020.
28. ↑  ”SIPRI Yearbook: Armaments, Disarmament and International Security | SIPRI”. www.sipri.org. https://www.sipri.org/yearbook. Läst 10 oktober 2019.
29. ↑  ”SIPRI Arms Transfers Database | SIPRI”. www.sipri.org. https://www.sipri.org/databases/armstransfers. Läst 10 oktober 2019.
30. ↑  ”Home Page | Sipri”. www.att-assistance.org. http://www.att-assistance.org/?page_id=45. Läst 11 oktober 2019.
31. ↑  ”SIPRI Arms Industry Database | SIPRI”. www.sipri.org. https://www.sipri.org/databases/armsindustry. Läst 10 oktober 2019.
32. ↑  ”SIPRI Multilateral Peace Operations Database | SIPRI”. www.sipri.org. https://www.sipri.org/databases/pko. Läst 10 oktober 2019.
33. ↑  ”SIPRI Military Expenditure Database | SIPRI”. www.sipri.org. https://www.sipri.org/databases/milex. Läst 10 oktober 2019.
34. ↑  ”Arms embargoes | SIPRI”. www.sipri.org. https://www.sipri.org/databases/embargoes. Läst 10 oktober 2019.
35. ↑  ”National reports on arms exports | SIPRI”. www.sipri.org. https://www.sipri.org/databases/national-reports. Läst 10 oktober 2019.
36. ↑  ”Financial value of the global arms trade | SIPRI”. www.sipri.org. https://www.sipri.org/databases/financial-value-global-arms-trade. Läst 10 oktober 2019.
37. ↑  ”SIPRI Films | SIPRI”. www.sipri.org. https://www.sipri.org/media/sipri_films. Läst 10 oktober 2019.
38. ↑  ”Stockholm Forum on Peace and Development | SIPRI”. www.sipri.org. https://www.sipri.org/events/stockholm-forum-peace-and-development. Läst 9 oktober 2019.
39. ↑  ”Stockholm Security Conference | SIPRI”. www.sipri.org. https://www.sipri.org/events/stockholm-security-conference. Läst 9 oktober 2019.
40. ↑  ”SIPRI Lecture | SIPRI”. www.sipri.org. https://www.sipri.org/events/sipri-lecture. Läst 10 oktober 2019.